# ドーランド医学辞典
ドーランド医学辞典（ドーランドいがくじてん、Dorland's Medical Dictionary）は1890年にアメリカ図説医学辞典（American Illustrated Medical Dictionary）という名前で発刊された医学用語の辞書である。編者ウィリアム・アレクサンダー・ニューマン・ドーランド（William Alexander Newman Dorland）の死後1956年に現在の題名に改称した。最新は第30版で電子版もある。日本では広川書店からドーランド図説医学大辞典が出版されている。